# Captorhinida

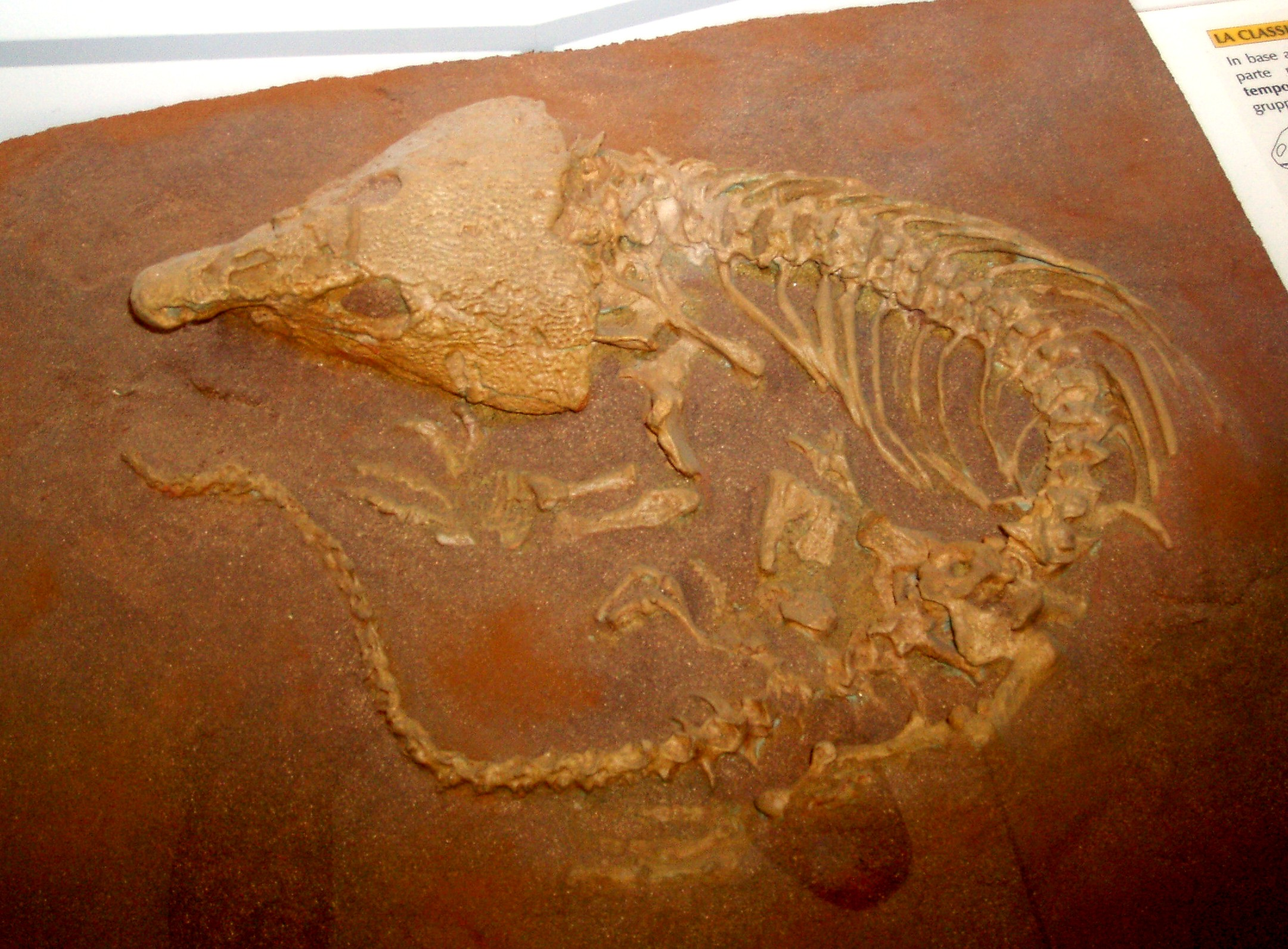
Fóssilo de Labidosaurus hamatus

Captorhinida (nome antigo: Cotylosauria) é um agrupamento duplamente parafilético de répteis primitivos. Robert L. Carroll (1988) classificou-o como uma ordem na subclasse dos anapsídeos (Anapsida), composta pelas seguintes subordens:
- A Captorhinomorpha parafilética, contendo as famílias Protorothyrididae, Captorhinidae, Bolosauridae, Acleistorhinidae e possivelmente também Batropetidae
- Procolophonia, contendo as famílias Nyctiphruretidae, Procolophonidae e Sclerosauridae
- Pareiasauroidea, com as famílias Rhipaeosauridae e Pareiasauridae
- Millerosauroidea, com uma única família Millerettidae.